# Regenboogtrui

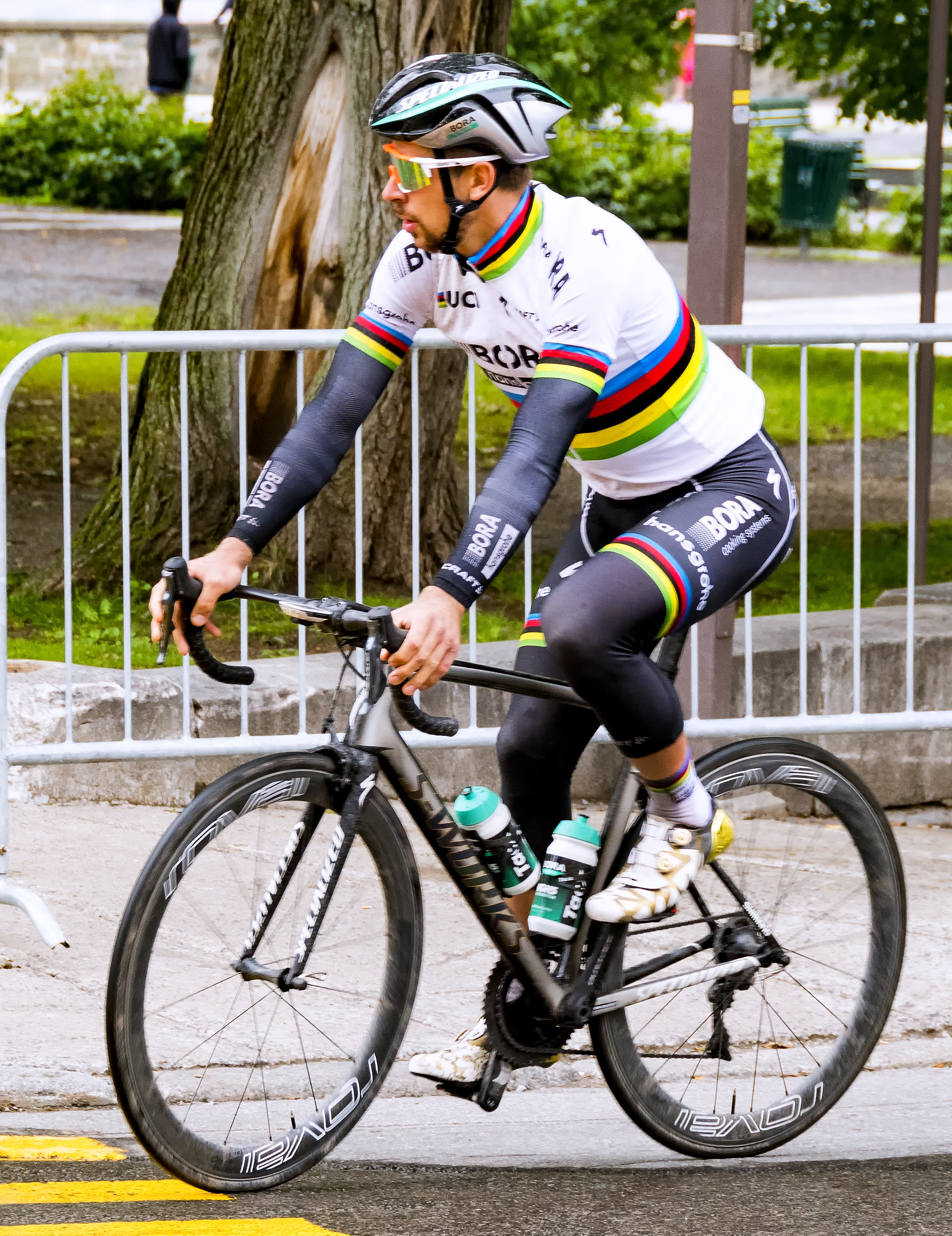
Peter Sagan in de regenboogtrui tijdens de Grote Prijs van Quebec 2017

De regenboogtrui is de trui (wielrennersshirt) die de wereldkampioen in elk van de disciplines van de wielersport tot aan het volgende wereldkampioenschap mag dragen. De regenboogtrui wordt sinds 1927 aan de wereldkampioenen uitgereikt. Het is een witte trui met horizontale strepen in de kleuren blauw, rood, zwart, geel en groen, waarop overigens nog wel de naam van de sponsor(s) van het team kan worden geplaatst. Tegenwoordig kiezen veel renners er om esthetische redenen voor een bijpassende broek te dragen, maar dat is niet verplicht.
Voor alle onderdelen waarin wereldkampioenschappen worden georganiseerd (weg, tijdrit, achtervolging, sprint, keirin, etc.) wordt een trui uitgereikt. De dragers zijn evenwel slechts gerechtigd die te dragen in het soort wedstrijden waarin de trui verdiend is. Een wereldkampioen tijdrijden kan de trui bijvoorbeeld wél in een tijdrit, maar niet in een gewone wegwedstrijd dragen.
Verder is het zo dat de trui nooit gedragen wordt tijdens het wereldkampioenschap zelf. Ex-wereldkampioenen zijn herkenbaar aan de regenboogstrepen op de uiteinden van de mouwtjes en de kraag.

## Schaatsen
Op het wereldkampioenschap schaatsen allround in 1983, in het Bislettstadion in Oslo, verscheen de kampioen van het voorgaande jaar, Hilbert van der Duim, in een wit schaatspak voorzien van regenboogstrepen. Na zijn falen op de 5000 meter ("pap in de benen") heeft hij het opzichtige kostuum op de volgende afstand niet meer gedragen. Van der Duim verklaarde zelf dat hij het pak op de laatste wedstrijddag niet meer droeg (toen hij uitsluitend de 1500 meter mocht schaatsen), omdat het ook in het wielrennen niet gebruikelijk is om de regenboogtrui te dragen op de dag waarop de nieuwe wereldkampioen bekend wordt.
Onder andere in het seizoen 2009/10 had de TVM-schaatsploeg ook een regenboogaanduiding voor de regerend en voor een voormalig wereldkampioen op de mouw en handschoen. Ook hadden ze het sterrensysteem op de borst uit het voetbal overgenomen. Een ster staat voor 5 wereldkampioenschappen (sprint, allround of afstanden). Als extra werden de gouden medailles, behaald op de Olympische Spelen, ook per stuk op de borst afgebeeld.
Algemeen klassement · Bergklassement · Combinatieklassement · Jongerenklassement · Ploegenklassement · Puntenklassement · Strijdlustklassement · Tussensprintklassement
 Blauwe trui ·   Bolletjestrui ·  Gele trui ·  Groene trui ·  Paarse trui ·  Rode trui ·  Roze trui ·  Witte trui ·  Zwarte trui ·  Regenboogtrui ·  Sterrentrui